# Скворцов, Николай Николаевич
Никола́й Никола́евич Скворцо́в (7 (19) августа 1827 — 25 июня (7 июля) 1895) — главный интендант Военного министерства Российской империи, генерал от инфантерии.

## Биография
Происходил из дворян Санкт-Петербургской губернии, воспитывался в 1-м кадетском корпусе, из которого был выпущен 14 августа 1847 года с наименованием «отличнейшего» в Семёновский лейб-гвардии полк. В 1852 году был назначен полковым казначеем, и потому год этот можно считать началом военно-административной деятельности Скворцова, которая затем шла так: в 1861 году он был назначен состоять при штабе отдельного гвардейского корпуса, а с переименованием его в 1864 году в штаб войск гвардии и Петербургского военного округа — помощником начальника этого штаба; 27 мая 1866 года, с производством в генерал-майоры — окружным интендантом Петербургского военного округа; 1 января 1878 года, будучи произведённым в генерал-лейтенанты, — полевым интендантом действовавшей против Турции армии, а по окончании кампании, 21 июня 1879 года, — начальником главного интендантского управления.
В продолжение своей службы H. H. Скворцов неоднократно принимал участие в выработке разного рода положений, касающихся хозяйственного устройства войск, и потому приобрёл большую опытность и знание в интендантском деле вообще; так, он принимал участие в делах комиссии для определения размеров довольствия на исключительные потребности войск гвардии, в составлении положения об управлении хозяйственной частью в войсках и в других трудах, за что и удостаивался высочайших благодарностей. Будучи главным интендантом и имея множество дел по управлению такой громадной частью, какова интендантская, он довольно часто совершал объезды подведомственных ему учреждений, желая лично убедиться в их исправности, и вообще в своей деятельности отличался большой энергией и умением работать быстро и отчётливо.
Н. Н. Скворцов за свою долгую службу имел, среди прочих, ордена св. Станислава 1-й степени (1870), св. Анны 1-й степени (1872), св. Владимира 2-й степени (1875), Белого Орла (1879), св. Александра Невского (1883).
30 августа 1892 года Скворцов был произведён в генералы от инфантерии, а 6 декабря 1894 года награждён орденом св. Владимира 1-й степени.
Скончался 27 июня 1895 года в Лангре, Франция. Похоронен на Новодевичьем кладбище в Санкт-Петербурге.